# Jaguar R5
La Jaguar R5 è una monoposto di Formula 1 appartenente alla stagione 2004. È stata guidata da Mark Webber e Christian Klien.

## Stagione
Pur confermando il 7º in classifica costruttori dell'anno prima, la R5 fu molto meno competitiva rispetto alla sua antenata, dimostrando anche una minore affidabilità che fu causa di molti ritiri.

Il team raccolse solo 5 risultati utili in 18 gare per un bottino finale di appena 10 punti (contro i 18 del 2003); i migliori piazzamenti furono due sesti posti, ottenuti rispettivamente da Webber in Germania e da Klien in Belgio; il pilota australiano fu poi protagonista anche di due acuti in qualifica, conquistando il 2º tempo in Malesia e il 3º in Giappone.
 
Per quanto riguarda la classifica piloti, Mark Webber, al suo terzo anno in Formula 1, si piazzò al tredicesimo posto con sette punti mentre il compagno Christian Klien concluse sedicesimo con tre punti.

Questo fu l'ultimo anno in Formula 1 per la Jaguar che, dopo il ritiro ufficiale della Ford, fu venduta al gruppo Red Bull Racing, dando così origine nella stagione 2005 all'omonima scuderia.

## Risultati completi in Formula 1
| Anno | Team          | Motore                 | Gomme | Piloti   |     |     |    |    |     |     |    |     |     |    |    |    |    |     |    |     |     |     | Punti | Pos. |
| ---- | ------------- | ---------------------- | ----- | -------- | --- | --- | -- | -- | --- | --- | -- | --- | --- | -- | -- | -- | -- | --- | -- | --- | --- | --- | ----- | ---- |
| 2004 | Jaguar Racing | Ford-Cosworth CR-6 V10 | M     | Webber   | Rit | Rit | 8  | 13 | 12  | Rit | 7  | Rit | Rit | 9  | 8  | 6  | 10 | Rit | 9  | 10  | Rit | Rit | 10    | 7º   |
| 2004 | Jaguar Racing | Ford-Cosworth CR-6 V10 | M     | Klien    | 11  | 10  | 14 | 14 | Rit | Rit | 12 | 9   | Rit | 11 | 14 | 10 | 13 | 6   | 13 | Rit | 12  | 14  | 10    | 7º   |
| 2004 | Jaguar Racing | Ford-Cosworth CR-6 V10 | M     | Wirdheim | TP  | TP  | TP | TP | TP  | TP  | TP | TP  | TP  | TP | TP | TP | TP | TP  | TP | TP  | TP  | TP  | 10    | 7º   |

| Legenda | 1º posto     | 2º posto | 3º posto    | A punti         | Senza punti/Non class.  | Grassetto – Pole position Corsivo – Giro più veloce |
| Legenda | Squalificato | Ritirato | Non partito | Non qualificato | Solo prove/Terzo pilota | Grassetto – Pole position Corsivo – Giro più veloce |